# Księga Tajemnicza. Prolog
Księga Tajemnicza. Prolog – debiutancki album studyjny polskiego zespołu hip-hopowego Kaliber 44, wydany 10 listopada 1996 roku nakładem oficyny S.P. Records. Album poprzedzony był singlem „Magia i miecz”. Jedyny z udziałem Jajonasza, oraz z gościnnym udziałem zespołu 3xKlan.
Nagrania sprzedały się w nakładzie setek tysięcy egzemplarzy w Polsce, oraz dotarły do 1. miejsca polskiej listy bestsellerów. Album uzyskał nominacje do nagrody polskiego przemysłu fonograficznego Fryderyka w kategoriach Fonograficzny debiut roku i Album roku – muzyka alternatywna.
Pochodzący z albumu utwór „Moja obawa (bądź a klęknę)”, znalazł się na ścieżce dźwiękowej serialu Rojst '97 (2021), oraz filmu Że życie ma sens (2000), w którym to znalazły się jeszcze dwa utwory zespołu.

## Charakterystyka albumu
Księga Tajemnicza to pierwszy w historii rynku muzycznego album psychorapowy. Psychorap  charakteryzuje się psychodeliczną atmosferą, obecną zarówno w warstwie muzycznej, jak i tekstowej. Partie wokalne często wykonywane są w podniesionym tonie, a nawet wykrzykiwane, co ma na celu podkreślenie emocjonalnego ładunku utworów i ich sugestywności. 
Album wyróżnia się nietypowymi rozwiązaniami aranżacyjnymi, takimi jak chóry czy kobiece wokalizy, które wzmacniają jego oniryczny, miejscami surrealistyczny charakter. Warstwa tekstowa czerpie inspiracje z polskiego romantyzmu oraz literatura fantastyczna, łącząc motywy literackie z miejską narracją. Na proces twórczy wpływ miały także środki psychoaktywne, w tym marihuana, co znalazło odzwierciedlenie w tekstach i brzmieniu albumu.
Okładkę dla Księgi Tajemniczej  wykonał Tomasz „Graal” Daniłowicz, grafik kojarzony ze współpracą ze sceną metalową, zwłaszcza zespołem Behemoth, natomiast charakterystyczna czcionka była zaprojektowana szesnastoletniego wówczas fana Kalibra 44, Wojciecha Alszera zwanego „Fokusem”.

## Lista utworów
Opracowano na podstawie materiału źródłowego.
| 1.  | „Wejście”                               | 0:19  |
|     |                                         |       |
| 2.  | „Nasze mózgi wypełnione są Marią”       | 3:50  |
|     |                                         |       |
| 3.  | „Usłysz mój głos"                       | 2:07  |
|     |                                         |       |
| 4.  | „Brat nie ma już miłości dla mnie”      | 4:04  |
|     |                                         |       |
| 5.  | „Psychoza”                              | 4:12  |
|     |                                         |       |
| 6.  | „To czyni mnie innym od was wszystkich” | 4:23  |
|     |                                         |       |
| 7.  | „Więcej szmalu 2"                       | 3:58  |
|     |                                         |       |
| 8.  | „Do boju Zakon Marii”                   | 3:56  |
|     |                                         |       |
| 9.  | „Bierz mój miecz i masz”                | 4:15  |
|     |                                         |       |
| 10. | „+ i -”                                 | 4:55  |
|     |                                         |       |
| 11. | „Moja obawa (bądź a klęknę)”            | 4:01  |
|     |                                         |       |
| 12. | „Psychodela” (gościnnie: 3xKlan)        | 5:48  |
|     |                                         |       |
| 13. | „Bez wyjścia”                           | 0:31  |
|     |                                         |       |
|     |                                         | 46:19 |
|     |                                         |       |

## Twórcy
Opracowano na podstawie materiału źródłowego.

- Piotr „Magik/Mag Magik I” Łuszcz – wokal (2–5, 7–10, 12), słowa (2–3, 5, 7–10, 12), produkcja (2–4, 7–10)
- Michał „Joka/Ś.P. Brat Joka” Marten – wokal (2, 4–5, 7–9, 11–12), słowa (9, 11–12)
- Marcin „AbradAb/Lord MM Dab” Marten – wokal (2–9, 12), słowa (4, 6–9, 12), produkcja (5–6)
- Sebastian „DJ Feel-X” Filiks – skrecze (4–7, 9)
- Sebastian „Rahim/Pater M Rahim” Salbert (3xKlan) – produkcja (11–12), wokal (12)
- Rafał „Jajonasz” Łukaszczyk – produkcja (2, 8–9), wokal (12), słowa (12), wokal wspierający (8)
- Stefan Sendecki – sampler, syntezator, sekwencer
- Mateusz „Matho Radamez” Rajda (3xKlan) – wokal (12), słowa (12)
- Arkadiusz „Bak/B.U.C.” Juńczyk (3xKlan) – wokal (12)
- Aneta Karkus – wokal wspierający (12)
- Maciej Talaga – gitara (4)
- Zbigniew Malecki – mastering
- Tomasz „Graal” Daniłowicz – opracowanie graficzne
- Andrzej Georgiew – zdjęcia
- Michał Kuczera – realizacja nagrań
- Jarosław Regulski – obsługa techniczna